# 中塚智実
中塚 智実（なかつか ともみ、1993年〈平成5年〉6月18日 - ）は、日本のタレント。女性アイドルグループ・AKB48の元メンバーである。埼玉県出身。フリーランス。ドレスコード（2010年 - 2018年）を経て、2022年現在はDe-PRO所属。
2021年現在療養のため活動休止中。

## 略歴
2007年
- 『AKB48 第二回研究生（5期生）オーディション』に合格。

2009年
- 1月29日付でチームBに昇格。
- 8月23日に開催された『読売新聞創刊135周年記念コンサート AKB104選抜メンバー組閣祭り』の夜公演において、同年10月よりチームKに異動することが発表され、2010年3月12日にチームKに異動した。

2010年
- 3月25日に開催された『AKB48 満席祭り希望 賛否両論』の夜公演において、ドレスコードへの移籍打診が発表され、11月1日、同社所属となったことがホームページにて発表された。
- 9月21日に開催された『AKB48 19thシングル選抜じゃんけん大会』では9位で、選抜入りを果たした。これが唯一の選抜入りとなる。

2012年
- 8月24日に開催された『AKB48 in TOKYO DOME 〜1830mの夢〜』初日公演において、チームAに異動することが発表された[3]。
- 11月1日、チームAに異動。

2013年
- 5月20日の「チームAウェイティング公演」でAKB48から卒業することを発表した[4][5]。
- 6月13日、AKB48劇場では最終出演となる、チームAウェイティング公演（中塚智実 卒業公演）に出演[6]。
- 7月7日、幕張メッセで行われた「『さよならクロール』劇場盤発売記念大握手会」をもってAKB48を卒業[7]。

2018年
- 3月31日をもってドレスコードを退社。フリーランスとなった[8]。

2019年
- 6月29日、De-LIGHTに所属したことを発表した[9]。

2020年
- 11月4日、イベント公演本番中に緊急搬送をされたが、異常なしと判断され退院[10]。
- 11月20日、体調不良のため再入院。病名、原因などは不明。出演予定作品を全て降板した[10]。

## 人物
- 愛称は「智ちゃん」、「クリス」（顔が滝川クリステルに似ていることから、同期の指原莉乃が名付けた[11]）であるが、AKB48メンバーのほぼ全員からは「クリス」と呼ばれている。本人は、2010年ころは「智ちゃん」と呼ばれる方が嬉しかったが[12]、2011年ころは「クリス」の方も気に入っている[11]。その顔つきからよく「ハーフではないか」と言われるが、両親は純日本人である。
- 世界で一番好きと語る姉[13]と兄がいる[14]。
- ルナという猫を飼っている。
- ディズニーと『けいおん!』[15][16]、『SKET DANCE』[17]をはじめとするギャグ漫画[18]の大ファン。また『少年アシベ』のキャラクター「ゴマちゃん」のキャラクターグッズを収集している[19]。
- 音楽についてもディズニー系のものをよく聴くほか、奥華子の曲も好む[20]。音楽プレーヤーにはウォークマンを愛用[21]。
- 携帯電話で自分の写真を撮影する「自撮り」が上手いとよく言われるとのこと[13]。2011年8月になり、初めて髪を茶色に染めた[22]。

### AKB48
- 近野莉菜、成瀬理沙（現・なないろファンタジー）と同級生。近野とは仲も良く[13]、その他、藤江れいな、松井咲子、野中美郷[23]、仁藤萌乃とも仲が良い[24]。高橋みなみを「AKBの鑑」「おっきい人」と尊敬している[13]。
- 自分にとってAKB48は「成長家庭 過程ではなく家庭! ホーム」とのこと[13]。
- AKB48メンバーの中で生まれ変われるなら河西智美になりたいとのこと[11]。

## AKB48在籍時の参加曲

### シングルCD選抜曲
- 「大声ダイヤモンド」に収録
  - 大声ダイヤモンド（研究生 ver.）
- 「涙サプライズ!」に収録
  - 初日 - チームB名義
- 「RIVER」に収録
  - ひこうき雲 - シアターガールズ名義
- 「ポニーテールとシュシュ」に収録
  - 僕のYELL - シアターガールズ名義
- 「Beginner」に収録
  - 僕だけのvalue - アンダーガールズ名義
- チャンスの順番
  - ALIVE - チームK名義
- 「桜の木になろう」に収録
  - エリアK - DIVA名義
- 「Everyday、カチューシャ」に収録
  - 人の力 - アンダーガールズ名義
- 「風は吹いている」に収録
  - Vamos - アンダーガールズ ばら組名義
- 「上からマリコ」に収録
  - ゼロサム太陽 - チームK名義
- 「GIVE ME FIVE!」に収録
  - ユングやフロイトの場合 - スペシャルガールズC名義
- 「真夏のSounds good !」に収録
  - 3つの涙 - スペシャルガールズ名義
- 「ギンガムチェック」に収録
  - あの日の風鈴 - ウェイティングガールズ名義
- 「UZA」に収録
  - 孤独な星空 - チームA名義
- 「永遠プレッシャー」に収録
  - 私たちのReason
- 「So long !」に収録
  - Ruby - 篠田TeamA名義
- 「さよならクロール」に収録
  - イキルコト - Team A名義

### アルバム参加曲
- 『神曲たち』に収録
  - 君と虹と太陽と
- 『ここにいたこと』に収録
  - 僕にできること - チームK名義
  - ここにいたこと - AKB48+SKE48+SDN48+NMB48名義
- 『1830m』に収録
  - 家出の夜 - チームK名義
  - 青空よ 寂しくないか? - AKB48+SKE48+NMB48+HKT48名義

### 劇場公演ユニット曲
チームA 4th Stage「ただいま恋愛中」リバイバル公演
- 帰郷
※佐藤由加理のアンダー

 研究生「ただいま恋愛中」公演
- 帰郷

 チームA 5th Stage「恋愛禁止条例」公演
- 真夏のクリスマスローズ
※佐藤由加理のアンダー

 チームB 4th Stage「アイドルの夜明け」公演
- 残念少女
- 天国野郎（バックダンサー）

 THEATRE G-ROSSO「夢を死なせるわけにいかない」公演
- Bye Bye Bye
※高橋みなみ・梅田彩佳のスタンバイ

 チームK 6th Stage「RESET」公演
- 逆転王子様
- 制服レジスタンス※
※仁藤萌乃のユニットアンダー

## 出演

### テレビドラマ
- マジすか学園 第11話・最終話（2010年3月19日・26日、テレビ東京） - トモミ 役
- マジすか学園2 最終話（2011年7月1日、テレビ東京） - トモミ 役
- So long ! 第1話（2013年2月11日、日本テレビ）

### テレビアニメ
- NARUTO -ナルト- 疾風伝 （2011年11月3日 - 不定期出演、テレビ東京）
  - くノ一 役（第455話）
  - 生徒 役（第456話）
  - ユカタ 役（第481話・第488話・第496話・第521話・第522話・第536話・第616話・第617話）
- キングダム（第2シリーズ）（2013年6月8日 - 不定期出演、NHK BSプレミアム） - 陽 役

### バラエティ
- すイエんサー（2009年5月12日・26日・6月16日・11月3日、NHK教育）
- AKB48+10!（2008年9月1日・11月2日・12月1日・2009年3月2日・4月4日、エンタ!371）
- 週刊AKB（2009年7月10日 - 2012年11月30日　不定期出演、テレビ東京）
- AKBINGO!（2009年8月26日 - 不定期出演、日本テレビ）
- GirlsNews〜アイドル（2011年4月2日 - 2012年3月4日、Pigoo HD・エンタ!371）
- AKB48ネ申テレビスペシャル〜新しい自分にアニョハセヨ韓国海兵隊〜（2011年7月17日、ファミリー劇場）
- AKB48コント「びみょ〜」（2011年10月6日 - 2012年2月16日・不定期出演、ひかりTV）
- AKB48のあんた、誰?（2012年4月3日 - 2013年6月11日・不定期出演、NOTTV）
- びみょ〜な扉 AKB48のガチチャレ（2012年9月14日、ひかりTV）

### ラジオ
- AKB48 明日までもうちょっと。（2009年10月5日、文化放送）
- ON8「柱NIGHT! with AKB48」（2009年12月14日・2010年1月18日、bayfm）
- DJ Tomoaki's Radio Show!（2010年9月16日、下北FM） - アシスタントMC
- アイガク 大江戸アイドル学園（2010年12月 - 2011年6月、レインボータウンFM） - パーソナリティ
- Tokyoアイドルコレクション（2011年7月 -2011年11月 、レインボータウンFM） - パーソナリティー
- AKB48のオールナイトニッポン（2011年9月30日 - 2013年1月18日・不定期出演、ニッポン放送）

### 映画
- 時空警察ヴェッカー デッドリーナイトシェード（2012年10月10日） - 主演・双葉蓮 役[注 1]
- エクステ娘 劇場版（2014年2月15日） - 主演・高野まみ 役[25]
- アリスインデッドリースクール・アジタート[26]（2017年10月30日） - 青池和磨 役

### 舞台
- AKB歌劇団「∞・Infinity」（2009年10月30日 - 11月8日、THEATRE G-ROSSO） - 恵理 役
- アリスインプロジェクト「Alice in Deadly School[27]」（2010年10月14日 - 17日、六行会ホール） - 青池和磨 役
- Flying Trip「落下ガール」（2011年2月3日 - 6日、渋谷区文化総合センター大和田 伝承ホール） - 中野真由美 役
- タンバリンプロデューサーズ
  - 舞台「のぶニャがの野望」（2013年10月2日 - 6日、六行会ホール） - 川村梓 役[28]
  - 舞台「人猫（じんびょう）」（2014年9月10日 - 14日、下北沢GEKI地下Liberty）
  - 舞台「鬼斬（おにぎり）」（2014年12月18日 - 23日、新宿村LIVE） - 義経 役
- 第10回東京パフォーマーズ倶楽部プロデュース公演「浅草あちゃらか」（2013年11月27日 - 12月1日、俳優座劇場） - 福富雛子 役
- UMANプロデュース公演
  - 音楽劇「Nutcracker −くるみ割り人形− 」（2013年12月20日 - 23日、六行会ホール） - クララ 役
  - 東京女子演劇部公演「聖澤女学院物語ラストディーバ」（2014年4月3日 - 6日、六行会ホール） - 峯崎千恵子 役
- A☆ct Stage Vol6「桃太郎外伝〜竜宮城大決戦〜」（2014年3月12日 - 16日、築地ブディストホール） - ヒロイン・乙姫美月 役[29]
- MOSH SC 007「私を愛したスパイ」（2014年5月20日 - 25日、シアターグリーン BOX in BOX THEATER）
- ムラコシアター
  - 旗揚げ公演 vol.1「5218」（2014年9月15日、千本桜ホール） - 日替わりゲスト
  - 第二弾「5218 Give me chocolate -絶望の橋の下で-」（2015年6月10日 - 14日、シアターKASSAI）
- タンバリンステージ x アリスインプロジェクト「戦国降臨ガール・ReBirth（リバース）[30]」（2014年10月29日 - 11月9日、六行会ホール） - 黒田官兵衛 役
- tokinoko presents「隣のきのこちゃん」（2015年2月5日 - 8日、上野ストアハウス） - ヒロイン・まり 役 ほか
- リーディングライブ「UBUGOE -voice of comedy-」（2015年2月24日、ティアラこうとう）
- ASSH別腹公演 其の六「針が指す空遥まで 」（2015年5月2日 - 6日、笹塚ファクトリー） - フィード・ダ・ラルケット 役
- リーディングライブ「UBUGOE -voice of comedy vol.4-」（2015年5月29日、大田文化の森ホール）
- OLヴィーナスはちみつシアターvol.13「25528＋」（2015年7月8日 - 12日、テアトルBONBON）
- 劇団TEAM-ODAC
  - 第18回本公演「真っ白な図面とタイムマシン」（2015年8月26日 - 31日、紀伊國屋ホール）
  - 第20回本公演「saigoノbansan[31]」（2016年3月16日 - 20日、全労済ホール／スペース・ゼロ） - 飯山郁美 役[32]
  - 第21回本公演「小さな結婚式[33]」（2016年4月6日 - 10日、紀伊國屋ホール） - 高橋泉 役
  - 第28回本公演「猫と犬と約束の燈」再演（2018年2月7日 - 12日、草月ホール） - 今宮康子 役
  - 第30回本公演「猫と犬と約束の燈2018-夏[34]」♪チーム（2018年7月10日 - 16日、スペース・ゼロ） - 大道寺愛美 役[35]
- アリエスプロデュース「東京未来予想」（2015年9月17日 - 20日、ザ・ポケット） - 橋本結衣 役
- タンバリンステージ x LIVEDOGプロデュース「愛しのダンスマスター[36]」（2015年10月21日 - 25日、新宿村LIVE） - 大原レイナ 役
- リーディングライブ「UBUGOE -voice of comedy- Vol.8」（2015年12月16日、かめありリリオホール）
- Am-bitioN「TOY BOX vol.2[37]」（2016年5月22日、浅草5656会館 5階トキワホール）
- ミュージックシアター「Express[38]」（2016年7月7日、シアター1010）
- ズッキュン娘 第10回本公演「歩いてみやがれ![39]」（2016年8月10日 - 14日、南大塚ホール） - 細渕先生 役
- yoppy project「Battle Butler[40]」（2017年3月8日 - 12日、六行会ホール）
- 演劇集団チキンラン リーディングライブ「憑き人」（2017年4月6日 - 7日、南大塚ホール） - 御門蓮 役
- 五反田タイガー「Tokyo Community Life[41]」（2017年5月10日 - 14日、新宿村LIVE）
- LIVEDOG PRODUCE「スパイ大迷惑[42]」（2017年7月20日 - 30日、新宿村LIVE） - （teamDRAGON）主演・蓮美華菫 役
- アリスインプロジェクト「アリスインデッドリースクール・ノクターン[43]」（2017年10月4日 - 9日、新宿村LIVE） - 青池和磨 役[44]
- アリスインプロジェクト「ゼロヨンヨンの終電車2018[45]」（2018年1月10日 - 14日、新宿村LIVE） - 諏訪蟹子 役
- UDA☆MAP「沼田☆フォーエバー」（2018年7月25日 - 8月1日、シアターKASSAI） - 下知鈴蘭 役
- tokinoko presents「隣のきのこちゃん4〜すもうでむぼうなかれらは大統領とスモウ?!〜」（2019年2月20日 - 3月3日、両国・本所松坂亭劇場）
  - B - 販売員ミヨコ 役
  - C - 相撲の神様 役
- カラスカ「美女と多重[46]」（2019年3月28日 - 31日、築地本願寺ブディストホール） - 夢川ばなな 役
- リーディング劇「四季の庭」（2019年6月23日 - 26日、六本木トリコロールシアター）[47]
- UDA☆MAP「紙風☆スクレイパー」（2019年8月21日 - 28日、シアターKASSAI） - 翔孫 役
- LIVEDOG PRODUCE「013 ゼロイチサン[48]」TeamGIRL（2019年9月22日 - 28日、新宿村LIVE） - 主演・13番 役
- 舞台「冒険者たちのホテル～ドラゴンクエストXに集いし仲間たち～」（2019年12月18日 - 26日、俳優座劇場）[49]

### イベント
- くりすのおかしなじかん（2012年4月27日、AKB48 CAFE&SHOP AKIHABARA シアターエリア）
- 『クリスイーツ』発売記念イベント「ごはんにする? おふろにする? それとも… クリスイーツにする?」（2013年7月5日、AKB48 CAFE&SHOP AKIHABARA シアターカフェ）
- DD.TUNE～ボンとキックの初恋～ （2014年12月1日、渋谷チェルシーホテル） - MCとして出演

### その他
- 武蔵境自動車教習所キャラクター「むさしのピック」声担当

## 書籍

### 雑誌連載
- 週刊プレイボーイ（2012年4月23日 - 2013年4月22日、集英社） - 48サバイバル「ぐぐたすは戦場だ！」内　「AKB48料理部部長"クリス"中塚智実の男のスイーツ教室」を連載。

### 単行本
- AKB48 料理部長 中塚智実 レシピ付きフォトブック クリスイーツ（2013年7月5日、集英社）ISBN 978-4-08-780689-2

### カレンダー
- 中塚智実 2012年カレンダー（2011年11月19日、ハゴロモ）
- 卓上 中塚智実 2013年カレンダー（2012年12月7日、ハゴロモ）